# Physocyclus guanacaste
Physocyclus guanacaste är en spindelart som beskrevs av Huber 1998. Physocyclus guanacaste ingår i släktet Physocyclus och familjen dallerspindlar.
Artens utbredningsområde är Costa Rica. Inga underarter finns listade i Catalogue of Life.